# Pholcus arsacius
Pholcus arsacius is een spinnensoort uit de familie trilspinnen (Pholcidae). De soort komt voor in Iran.